# Znaky Svaté říše římské

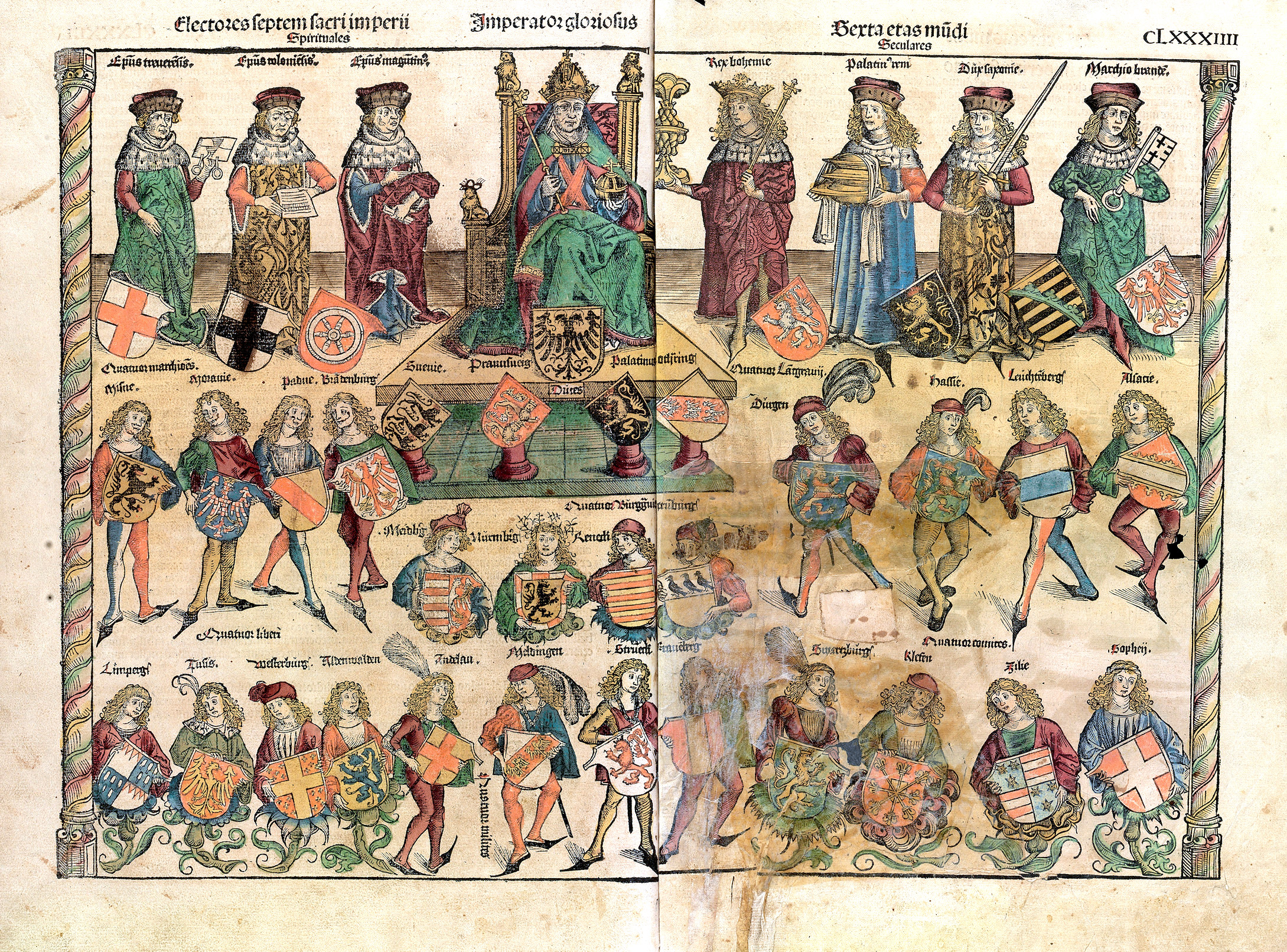
Ilustrace z Norimberské kroniky zobrazuje strukturu Svaté říše římské: císař obklopený kurfiřty a říšskými knížaty

Svatá říše římská neměla během celé své existence žádný jednotný a ustálený znak. Dlouhodobě jako jednotící symbol existoval černý orel s červenou zbrojí – nejprve jednohlavá orlice, od druhé poloviny 14. století byl zobrazován dvouhlavý orel, přičemž většinou byl/a umisťován/a na zlatém poli, ale někdy se objevoval/a také zcela samostatně.
Od nástupu Alberta II. v roce 1438 začala tradice, kdy znakem každého císaře byl dvouhlavý říšský orel, do něhož byl vložen osobní znak z doby před nástupem, tyto znaky byly ovšem stále osobními erby jednotlivých císařů, nikoliv znaky státu jako takového.

## Reichsadler

znak s říšskou orlicí, s orlem:
1190–1197 (znak Jindřicha II., Codex Manesse)
13. století–asi 1430
13. století–asi 1430 (bez červené zbroje)
13. století (znak Oty IV. v letech 1209–1218 přisouzený Chronica Majora)
14.–15. století
1433–15. století
15. století–1806

znak s korunou:
1300–1433
1433–1450
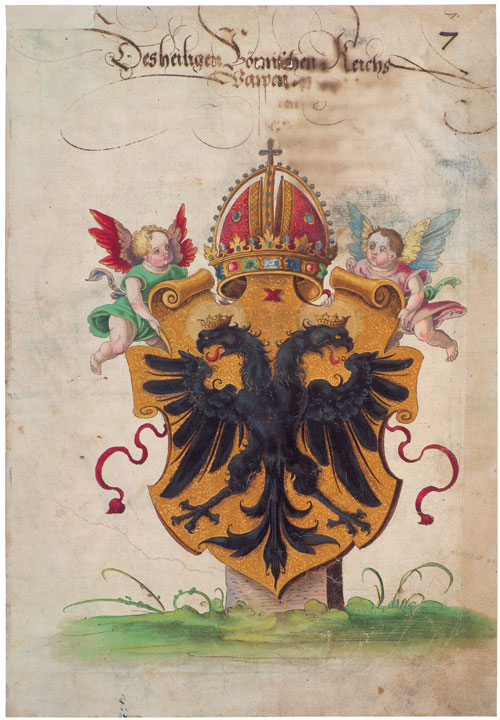
Iluminace císařského znaku s dvouhlavým orlem, rok 1540

## Orel se štíty

Původní vyobrazení orla se štíty v kronice z roku 1510

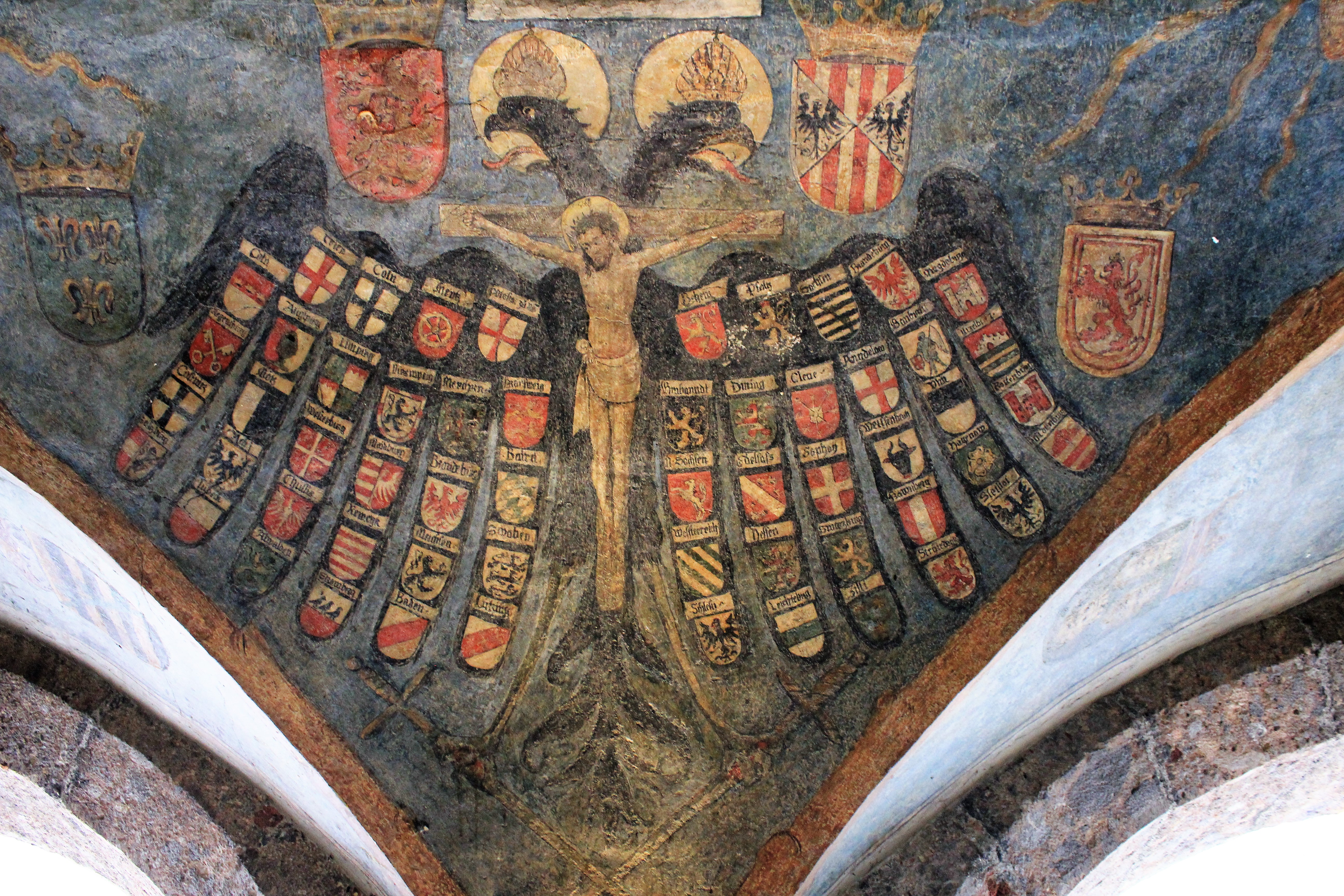
Orel se štíty v Innsbrucku

Jako obecný reprezentativní symbol byl užíván orel se štíty. Poprvé byl vyobrazen v roce 1510, kdy jeho dřevořez vytvořil Hans Burgkmair a následně byl téhož roku otištěn jako součást knižní ilustrace. Burgkmairův orel na sobě nese vyobrazení znaků 56 vybraných států Říše.

orel se štíty:
z roku 1510

Orel Hanse Burgkmaira má v horní řadě ve větším měřítku vyobrazené štíty tehdejších států kurfiřtských, na pravém křídle jsou to státy duchovní (arcibiskupství trevírské, arcibiskupství kolínské a arcibiskupství mohučské, dále znak titulárního kurfiřta, prefekta římského) a na levém křídle potom znaky světských států (Českého království, falckého kurfiřtství, saského kurfiřtství a Braniborského markrabství).